# Czechosłowacja na Zimowych Igrzyskach Olimpijskich 1984
Czechosłowację na Zimowych Igrzyskach Olimpijskich 1984 reprezentowało 50 zawodników, 38 mężczyzn i 12 kobiet.

## Zdobyte medale
| Medal  | Zawodnik | Dyscyplina            | Konkurencja                   | Rezultat                                           |
| ------ | --- | --------------------- | ----------------------------- | -------------------------------------------------- |
| Srebro | Dagmar Švubová Blanka Paulů Gabriela Svobodová Květa Jeriová | Biegi narciarskie     | Sztafeta 4 × 5 km             | 1:01:33,0                                          |
| Srebro | Arnold Kadlec Dárius Rusnák Dušan Pašek Eduard Uvíra František Černík Igor Liba Jaromír Šindel Jaroslav Benák Jaroslav Korbela Jiří Hrdina Jiří Králík Milan Chalupa Miloslav Hořava Pavel Richter Radoslav Svoboda Vincent Lukáč Vladimír Caldr Vladimír Kýhos Vladimír Růžička Jiří Lála | Hokej na lodzie       | Turniej mężczyzn              | 0:2 Wynik meczu finałowego ze Związkiem Radzieckim |
| Brąz   | Květa Jeriová | Biegi narciarskie     | Bieg na 5 km                  | 17:18,3                                            |
| Brąz   | Pavel Ploc | Skoki narciarskie     | Indywidualnie - duża skocznia | 202,9 pkt                                          |
| Brąz   | Olga Charvatová | Narciarstwo alpejskie | Zjazd                         | 1:13,53                                            |
| Brąz   | Jozef Sabovčík | Łyżwiarstwo figurowe  | Soliści                       | 7,4 pkt                                            |

## Skład kadry

### Biathlon
Mężczyźni
| Zawodnik                                            | Konkurencja         | czas biegu | Kary | Łączny czas | Pozycja |
| --------------------------------------------------- | ------------------- | ---------- | ---- | ----------- | ------- |
| Jaromír Šimůnek                                     | Bieg na 20 km       | 1:15:04,3  | 6:00 | 1:21:04,3   | 25.     |
| Jan Matouš                                          | Bieg na 20 km       | 1:11:39,0  | 5:00 | 1:16:39,0   | 10.     |
| Zdeněk Hák                                          | Bieg na 20 km       | 1:13:05,5  | 6:00 | 1:13:05,0   | 15.     |
| Jan Matouš                                          | Bieg na 10 km       | 32:10,5    | 3    | 32:10,5     | 9.      |
| Vítězslav Jureček                                   | Bieg na 10 km       | 32:26,5    | 0    | 32:26,5     | 13.     |
| Zdeněk Hák                                          | Bieg na 10 km       | 33:19,3    | 3    | 33:19,3     | 23.     |
| Jaromír Šimůnek Zdeněk Hák Peter Zelinka Jan Matouš | Sztafeta 4 × 7,5 km | 1:42:40,5  | 4    | 1:42:40,5   | 6.      |

### Biegi narciarskie
Mężczyźni
| Zawodnik     | Konkurencja   | czas      | Pozycja |
| ------------ | ------------- | --------- | ------- |
| Miloš Bečvář | Bieg na 15 km | 44:00,8   | 29.     |
| Pavel Benc   | Bieg na 15 km | 46:03,8   | 46.     |
| Miloš Bečvář | Bieg na 30 km | 1:34:37,2 | 27.     |
| Pavel Benc   | Bieg na 30 km | 1:36:30,3 | 34.     |
| Miloš Bečvář | Bieg na 50 km | 2:25:23,7 | 23.     |

Kobiety
| Zawodniczka                                                  | Konkurencja       | czas      | Pozycja |
| ------------------------------------------------------------ | ----------------- | --------- | ------- |
| Květa Jeriová                                                | Bieg na 5 km      | 17:18,3   | brąz    |
| Blanka Paulů                                                 | Bieg na 5 km      | 17:56,6   | 13.     |
| Gabriela Svobodová                                           | Bieg na 5 km      | 17:59,8   | 15.     |
| Dagmar Švubová                                               | Bieg na 5 km      | 18:15,3   | 20.     |
| Květa Jeriová                                                | Bieg na 10 km     | 32:58,7   | 10.     |
| Blanka Paulů                                                 | Bieg na 10 km     | 33:07,8   | 13.     |
| Gabriela Svobodová                                           | Bieg na 10 km     | 33:29,1   | 14.     |
| Anna Pasiarová                                               | Bieg na 10 km     | 34:35,9   | 27.     |
| Blanka Paulů                                                 | Bieg na 20 km     | 1:03:16,9 | 4.      |
| Květa Jeriová                                                | Bieg na 20 km     | 1:04:56,2 | 12.     |
| Anna Pasiarová                                               | Bieg na 20 km     | 1:05:35,7 | 16.     |
| Viera Klimková                                               | Bieg na 20 km     | 1:06:59,9 | 24.     |
| Dagmar Švubová Blanka Paulů Gabriela Svobodová Květa Jeriová | Sztafeta 4 × 5 km | 1:01:33,0 | srebro  |

### Hokej na lodzie
Reprezentacja mężczyzn
| - Arnold Kadlec - Dárius Rusnák - Dušan Pašek - Eduard Uvíra - František Černík - Igor Liba - Jaromír Šindel - Jaroslav Benák - Jaroslav Korbela - Jiří Hrdina |  | - Jiří Králík - Milan Chalupa - Miloslav Hořava - Pavel Richter - Radoslav Svoboda - Vincent Lukáč - Vladimír Caldr - Vladimír Kýhos - Vladimír Růžička - Jiří Lála |

Reprezentacja Czechosłowacji brała udział w rozgrywkach grupy B turnieju olimpijskieo, w której zajęła pierwsze miejsce i awansowała do grupy finałowej. W grupie finałowej reprezentacja Czechosłowacji zajęła 2. miejsce i zdobyła srebrny merdal.

### Grupa B
| Drużyna           | M | Mecze | Mecze | Mecze | Bramki | Bramki | Bramki | Pkt |
| Drużyna           | M | W     | R     | P     | +      | –      | +/-    | Pkt |
| ----------------- | - | ----- | ----- | ----- | ------ | ------ | ------ | --- |
| Czechosłowacja    | 5 | 5     | 0     | 0     | 38     | 7      | +31    | 10  |
| Kanada            | 5 | 4     | 0     | 1     | 24     | 10     | +14    | 8   |
| Finlandia         | 5 | 2     | 1     | 2     | 27     | 19     | +8     | 5   |
| Stany Zjednoczone | 5 | 1     | 2     | 2     | 16     | 17     | -1     | 4   |
| Austria           | 5 | 1     | 0     | 4     | 13     | 37     | -24    | 2   |
| Norwegia          | 5 | 0     | 1     | 4     | 15     | 43     | -28    | 0   |

Wyniki
| 7 lutego 1984 | Czechosłowacja | 10:4 | Norwegia |  |

|  |  |  |  |  |

| 9 lutego 1984 | Czechosłowacja | 4:1 | Stany Zjednoczone |  |

|  |  |  |  |  |

| 11 lutego 1984 | Austria | 0:13 | Czechosłowacja |  |

|  |  |  |  |  |

| 13 lutego 1984 | Finlandia | 2:7 | Czechosłowacja |  |

|  |  |  |  |  |

| 15 lutego 1984 | Czechosłowacja | 4:0 | Kanada |  |

|  |  |  |  |  |

#### Grupa finałowa
| Drużyna        | M | Mecze | Mecze | Mecze | Bramki | Bramki | Bramki | Pkt | Uwagi |
| Drużyna        | M | W     | R     | P     | +      | –      | +/-    | Pkt | Uwagi |
| -------------- | - | ----- | ----- | ----- | ------ | ------ | ------ | --- | ----- |
| ZSRR           | 3 | 3     | 0     | 0     | 16     | 1      | +15    | 6   |       |
| Czechosłowacja | 3 | 2     | 0     | 1     | 6      | 2      | +4     | 4   |       |
| Szwecja        | 3 | 1     | 0     | 2     | 3      | 12     | -8     | 2   |       |
| Kanada         | 3 | 0     | 0     | 3     | 0      | 10     | -10    | 0   |       |

Wyniki
| 17 lutego 1984 | Czechosłowacja | 2:0 | Szwecja |  |

|  |  |  |  |  |

| 19 lutego 1984 | ZSRR | 4:0 | Czechosłowacja |  |

|  |  |  |  |  |

### Kombinacja norweska
Mężczyźni
| Zawodnik      | Konkurencja   | Bieg narciarski | Bieg narciarski | Bieg narciarski | Skoki narciarskie | Skoki narciarskie | Skoki narciarskie | Skoki narciarskie | Skoki narciarskie | Skoki narciarskie | Skoki narciarskie | Skoki narciarskie | Łącznie | Pozycja |
| Zawodnik      | Konkurencja   | Czas biegu      | Pozycja         | Punkty          | Skok 1            | Nota              | Skok 2            | Nota              | Skok 3            | Nota              | Punkty            | Pozycja           | Łącznie | Pozycja |
| ------------- | ------------- | --------------- | --------------- | --------------- | ----------------- | ----------------- | ----------------- | ----------------- | ----------------- | ----------------- | ----------------- | ----------------- | ------- | ------- |
| Ján Klimko    | Indywidualnie | 51:03,1         | 22.             | 179,335         | 72,0              | 81,1              | 85,0              | 105,8             | 75,0              | 78,5              | 186,9             | 21.               | 366,235 | 22.     |
| Vladimír Frák | Indywidualnie | 52:10,0         | 27.             | 169,300         | 79,0              | 93,8              | 69,0              | 72,2              | 79,0              | 85,9              | 179,7             | 24.               | 349,000 | 25.     |

### Łyżwiarstwo figurowe
| Zawodnik                 | Konkurencja     | Nota | Pozycja |
| ------------------------ | --------------- | ---- | ------- |
| Jozef Sabovčík           | Soliści         | 7,4  | brąz    |
| Jindra Holá Karol Foltán | Tańce na lodzie | 26,2 | 13.     |

### Narciarstwo alpejskie
Kobiety
| Zawodniczka               | Konkurencja | Konkurencja | Konkurencja       | Konkurencja                  | Konkurencja                  | Konkurencja                  | Konkurencja                  | Konkurencja                  | Konkurencja                  | Konkurencja                  |
| Zawodniczka               | Zjazd       | Zjazd       | Slalom gigant     | Slalom gigant                | Slalom gigant                | Slalom gigant                | Slalom specjalny             | Slalom specjalny             | Slalom specjalny             | Slalom specjalny             |
| Zawodniczka               | Czas        | Pozycja     | Czas 1. przejazdu | Czas 2. przejazdu            | Czas łączny                  | Pozycja                      | Czas 1. przejazdu            | Czas 2. przejazdu            | Czas łączny                  | Pozycja                      |
| ------------------------- | ----------- | ----------- | ----------------- | ---------------------------- | ---------------------------- | ---------------------------- | ---------------------------- | ---------------------------- | ---------------------------- | ---------------------------- |
| Olga Charvatová           | 1:13,53     | brąz        | 1:09,94           | 1:12,63                      | 2:22,57                      | 8.                           | 49,65                        | 49,01                        | 1:38,66                      | 10.                          |
| Jana Gantnerová-Šoltýsová | 1:14,14     | 5.          | 1:13,92           | Nie ukończyła 2-go przejazdu | Nie ukończyła 2-go przejazdu | Nie ukończyła 2-go przejazdu |                              |                              |                              |                              |
| Ivana Valešová            | 1:16,43     | 24.         | 1:12,17           | 1:14,54                      | 2:26,71                      | 28.                          | Nie ukończyła 1-go przejazdu | Nie ukończyła 1-go przejazdu | Nie ukończyła 1-go przejazdu | Nie ukończyła 1-go przejazdu |
| Alexandra Mařasová        |             |             | 1:12,59           | 1:13,78                      | 2:26,37                      | 26.                          | Nie ukończyła 1-go przejazdu | Nie ukończyła 1-go przejazdu | Nie ukończyła 1-go przejazdu | Nie ukończyła 1-go przejazdu |

### Saneczkarstwo
Mężczyźni
| Zawodnik                         | Konkurencja | Ślizg 1 | Ślizg 2 | Ślizg 3 | Ślizg 4 | Łącznie  | Pozycja |
| -------------------------------- | ----------- | ------- | ------- | ------- | ------- | -------- | ------- |
| Martin Förster                   | Jedynki     | 47,691  | 47,718  | 47,756  | 47,528  | 3:10,639 | 18.     |
| Stanislav Ptáčník                | Jedynki     | 48,133  | 47,746  | 47,706  | 48,060  | 3:11,645 | 23.     |
| Stanislav Ptáčník Martin Förster | Dwójki      | 44,361  | 43,562  |         |         | 1:27,923 | 14.     |

Kobiety
| Zawodnik          | Konkurencja | Ślizg 1 | Ślizg 2 | Ślizg 3 | Ślizg 4 | Łącznie  | Pozycja |
| ----------------- | ----------- | ------- | ------- | ------- | ------- | -------- | ------- |
| Mária Jasenčáková | Jedynki     | 42,692  | 43,171  | 42,849  | 42,538  | 2:51,250 | 12.     |

### Skoki narciarskie
Mężczyźni
| Konkurencja            | Skoczek           | Skok 1    | Skok 1 | Skok 2    | Skok 2 | Nota  | Pozycja |
| Konkurencja            | Skoczek           | odległość | Nota   | odległość | Nota   | Nota  | Pozycja |
| ---------------------- | ----------------- | --------- | ------ | --------- | ------ | ----- | ------- |
| Skocznia normalna K-90 | Jiří Parma        | 81,0      | 92,6   | 88,5      | 110,1  | 202,7 | 10.     |
| Skocznia normalna K-90 | Pavel Ploc        | 86,0      | 101,1  | 84,0      | 97,4   | 198,5 | 14.     |
| Skocznia normalna K-90 | Vladimír Podzimek | 79,0      | 88,9   | 75,0      | 78,5   | 167,4 | 39.     |
| Skocznia normalna K-90 | Martin Švagerko   | 77,0      | 84,2   | 75,0      | 77,5   | 161,7 | 42.     |
| Skocznia duża K-112    | Pavel Ploc        | 103,5     | 97,1   | 109,0     | 105,8  | 202,9 | brąz    |
| Skocznia duża K-112    | Vladimír Podzimek | 98,5      | 88,6   | 108,0     | 105,9  | 194,5 | 8.      |
| Skocznia duża K-112    | Ladislav Dluhoš   | 106,0     | 101,1  | 95,5      | 84,4   | 185,5 | 12.     |
| Skocznia duża K-112    | Jiří Parma        | 94,0      | 81,8   | 100,0     | 92,2   | 174,0 | 23.     |